# O Gud, till dig min själ ser opp
O Gud, till dig min själ ser opp är en psalmtext för kör av Charles Wesley och musik av Philip Paul Bliss.

## Publicerad i
- Frälsningsarméns sångbok 1929 som nr 29 i körsångsdelen under rubriken "Bön".
- Frälsningsarméns sångbok 1968 som nr 32 i körsångsdelen under rubriken "Bön".
- Frälsningsarméns sångbok 1990 som nr 766 under rubriken "Bön".